# 路德维希斯卢斯特县
路德维希斯卢斯特县（Landkreis Ludwigslust）是德国梅克伦堡-前波美拉尼亚州西南部曾经的一个县，首府路德维希斯卢斯特。
在2011年梅克伦堡-前波美拉尼亚州的县改革中，路德维希斯卢斯特县与帕尔希姆县合并为路德维希斯卢斯特-帕尔希姆县。

## 地理
路德维希斯卢斯特县北面与西北梅克伦堡县和什未林市，东面与帕尔希姆县，东南面与勃兰登堡州的普里格尼茨县，南面与下萨克森州的吕肖-丹嫩贝格县，西南面与下萨克森州的吕讷堡县，西面与石勒苏益格-荷尔斯泰因州的劳恩堡县相邻。路德维希斯卢斯特县曾是梅克伦堡-前波美拉尼亚州面积最大和人口密度最大的县。